# HDAC8
HDAC8 (англ. Histone deacetylase 8) – білок, який кодується однойменним геном, розташованим у людей на X-хромосомі. Довжина поліпептидного ланцюга білка становить 377 амінокислот, а молекулярна маса — 41 758.
| 10         |  | 20         |  | 30         |  | 40         |  | 50         |
| ---------- |  | ---------- |  | ---------- |  | ---------- |  | ---------- |
| MEEPEEPADS |  | GQSLVPVYIY |  | SPEYVSMCDS |  | LAKIPKRASM |  | VHSLIEAYAL |
| HKQMRIVKPK |  | VASMEEMATF |  | HTDAYLQHLQ |  | KVSQEGDDDH |  | PDSIEYGLGY |
| DCPATEGIFD |  | YAAAIGGATI |  | TAAQCLIDGM |  | CKVAINWSGG |  | WHHAKKDEAS |
| GFCYLNDAVL |  | GILRLRRKFE |  | RILYVDLDLH |  | HGDGVEDAFS |  | FTSKVMTVSL |
| HKFSPGFFPG |  | TGDVSDVGLG |  | KGRYYSVNVP |  | IQDGIQDEKY |  | YQICESVLKE |
| VYQAFNPKAV |  | VLQLGADTIA |  | GDPMCSFNMT |  | PVGIGKCLKY |  | ILQWQLATLI |
| LGGGGYNLAN |  | TARCWTYLTG |  | VILGKTLSSE |  | IPDHEFFTAY |  | GPDYVLEITP |
| SCRPDRNEPH |  | RIQQILNYIK |  | GNLKHVV    |  |            |  |            |

A: Аланін

C: Цистеїн

D: Аспарагінова кислота

E: Глутамінова кислота

F: Фенілаланін

G: Гліцин

H: Гістидин

I: Ізолейцин

K: Лізин

L: Лейцин

M: Метіонін

N: Аспарагін

P: Пролін

Q: Глутамін

R: Аргінін

S: Серин

T: Треонін

V: Валін

W: Триптофан

Кодований геном білок за функціями належить до репресорів, гідролаз, регуляторів хроматину, фосфопротеїнів. 
Задіяний у таких біологічних процесах, як транскрипція, регуляція транскрипції, альтернативний сплайсинг. 
Білок має сайт для зв'язування з іонами металів. 
Локалізований у цитоплазмі, ядрі.